# Arangina
Arangina là một chi nhện trong họ Dictynidae.